# Abasár
Abasár é um município da Hungria, situado no condado de Heves. Tem 20,82 km² de área e sua população em 2015 foi estimada em 2.538 habitantes.